# Аккерман, Ян
Ян Аккерман (нидерл. Jan Akkerman; род. 24 декабря 1946, Амстердам) — голландский гитарист.

## Биография
Родился 24 декабря 1946 года в Амстердаме, в еврейской семье. У его отца была металлоломная лавка на площади Ватерлоо. Учился в начальной школе Принцессы Ирены. В четырёхлетнем возрасте начал играть на кнопочном аккордеоне, ставшем его первым инструментом; позднее брал уроки и выступал в оркестре Фреда Розендала (нидерл. Accordeonorkest van Fred Roozendaal). Первый раз взял в руки гитару в возрасте пяти лет, позднее серьёзно увлёкся этим инструментом под влиянием цыганской музыки, брал уроки у музыканта цыганского оркестра Тата Мирандо.
C 11 лет играл в рок-группах «The Friendship Sextet», "Johnny and his Cellar Rockers" (с которой записал свой первый сингл), «The Hunters» и "Brainbox". Во втором из перечисленных ансамблей он играл с ударником Пьером ван дер Линденом, а в последнем, единственный одноименный альбом которого был выпущен на фирме «Polydor" в 1969 году, он играл с ван дер Линденом и вокалистом Казом Люксом. Первый сольный альбом «Talent for Sale» записал ещё будучи членом «The Hunters».
Настоящий международный успех пришёл с участием в группе «Focus», с которой он записал несколько альбомов.

## Дискография[3][4]

### Студийные альбомы
- Talent for Sale — 1968
- Profile — 1972
- Guitar for Sale — 1973 (Переизданный под другим названием первый альбом)
- Tabernakel — 1973
- Eli — 1976 (with Kaz Lux)
- Jan Akkerman — 1977
- Prism — 1977 (with Tony Scott[англ.], выпущен позднее под названием "Meditation")
- Aranjuez — 1978 (with Claus Ogerman)
- Jan Akkerman 3 — 1979
- Transparental — 1980 (with Kaz Lux)
- Oil In The Family — 1981
- Pleasure Point — 1982
- It Could Happen To You — 1982
- Can’t Stand Noise — 1983
- From the Basement — 1984
- Focus — 1985 (with Thijs van Leer[англ.])
- Heartware — 1987
- The Noise Of Art — 1990
- Puccini’s Café — 1993
- Blues Hearts — 1994
- Focus in Time — 1996
- 10,000 Clowns On A Rainy Day — 1997
- Blues Root — 1998 (with Curtis Knight[англ.])
- Passion — 1999
- Jazzah! — 2000 (mini LP)
- C.U. — 2003
- Thunder From the Blue Sky — 2008 (with Vlatko Stefanovski Trio[англ.])
- Minor Details — 2011
- Close Beauty — 2019

### Концертные альбомы
- Live — 1978
- Live! The Kiel Concert — The Stuttgart Concert — 1979 (with Joachim Kühn[англ.])
- Live at the Priory — 1998
- Live at Alexander’s — 1999
- I'm In The Mood — 2003
- Fromage a Trois — 2006 (Live 2006, Limited Edition)
- C.U.2 Live in Tokyo — 2007 (as "Jan Akkerman Band")
- Live in Concert 2007 — 2007
- Live in Concert — The Hague 2007 — 2008
- North Sea Jazz Legendary Concerts — 2013
- In Focus - Live '88 — 2024 (with Melanie)

### Сборники
- Golden Highlights Volume 1 — 1978 (with Claus Ogerman)
- A Phenomenon — 1979
- The Best of Jan Akkerman and Friends — 1980
- Het Beste Van Jan Akkerman — 1985
- The Complete Guitarist — 1986
- A Talent’s Profile — 1988
- Guitar Special — 1991
- The Guitar Player — 1995 (выпущенный под другим названием сборник 1986 года)
- 50 — 1996
- A Real Elegant Gypsy — 2005 (Немецкий сборник)
- The Complete Collection '61-'68 (2 CD) — 2005 (with "Johnny And His Cellar Rockers" and "The Hunters")
- The Golden Years Of Dutch Pop Music (Solo & Groups) (2 CD) — 2017
- The Complete Jan Akkerman (26 CD)[5] — 2018 (бокс-издание включает студийные альбомы 1968 - 2011 гг., концертник, бонусы и архивные записи)
- 75 — 2021